# Pierre-Alain Dahan
 (décembre 2013).
Si vous disposez d'ouvrages ou d'articles de référence ou si vous connaissez des sites web de qualité traitant du thème abordé ici, merci de compléter l'article en donnant les références utiles à sa vérifiabilité et en les liant à la section « Notes et références ».
Pierre-Alain Dahan est un musicien français né le 23 mars 1943 à Oran et mort le 23 décembre 2013 au Thor. Auteur, compositeur et interprète, il est notamment à l'origine du groupe de disco Voyage.
Sur les deux premiers albums, Voyage 3 (1980) et One Step Higher (1982), Pierre-Alain Dahan était le chanteur. Avant Voyage, les quatre musiciens, Slim Pezin, Marc Chantereau, Pierre-Alain Dahan and Sauveur Mallia ont travaillé ensemble au sein du groupe V.I.P. Connection en 1975 avec deux titres disco, Please Love Me Again et West Coast Drive, des chansons connues par les collectionneurs et les amateurs des débuts du disco. 
Après le groupe Voyage qui remporta un certain succès en France et aux États-Unis[réf. nécessaire], Pierre-Alain Dahan a repris sa carrière de batteur de studio pour des artistes tels que Mireille Mathieu, Teri Moïse, Serge Gainsbourg ou Johnny Hallyday.